# Primavera del 41
Primavera del 41 (originalment, Spring 1941) és una pel·lícula del 2008, dirigida per Uri Barbash amb guió de Motti Lerner, basat en les obres d'Ida Fink. És una coproducció entre Israel i Polònia. Ha estat doblada al català.

## Argument
Clara Planck és una reconeguda violoncel·lista jueva polonesa que viu al Canadà i que el 1972 arriba a la seva ciutat natal per inaugurar una sala de concerts. Durant la seva visita l'assalten els dolorosos records de la primavera del 1941, quan estava casada amb el doctor Artur Planck i tenien dues filles, la Lisa i l'Ewa. Recorda com, el dia que els alemanys van entrar a la ciutat, van haver de fugir de casa seva a la nit perquè no se'ls emportessin a un camp de concentració. Després d'un dramàtic encontre amb uns soldats alemanys, la família es va amagar a les golfes de l'Emilia, una pagesa que els portava verdures a casa. De manera insospitada, entre el matrimoni i la dona que els amagava es va establir un triangle amorós de tràgiques conseqüències.

## Repartiment
- Joseph Fiennes com Dr.Planck
- Clare Higgins, com Clara Planck
- Neve McIntosh, com Clara Planck (jove)
- Kelly Harrison, com Emilia
- Mirik Baka
- Maria Pakulnis

## Al voltant de la pel·lícula
El rodatge de la pel·lícula va tenir lloc a Polònia, a Lublin, Łódź i Sanok. Va ser distribuïda a Polònia l'1 de desembre 2008 i als Estats Units el 7 juny de 2009.